# 八仙里
八仙里為台灣台北市北投區轄下之一里，因八仙圳而得名。本里特色為農業區與工業區並重，轄內有北投工業園區及陽明山瓦斯公司、台灣森永製菓、一之鄉、和泰汽車、台灣本田汽車等公司進駐。承德路七段401巷緊臨基隆河自行車道，時常有民眾在此悠閒騎乘自行車。

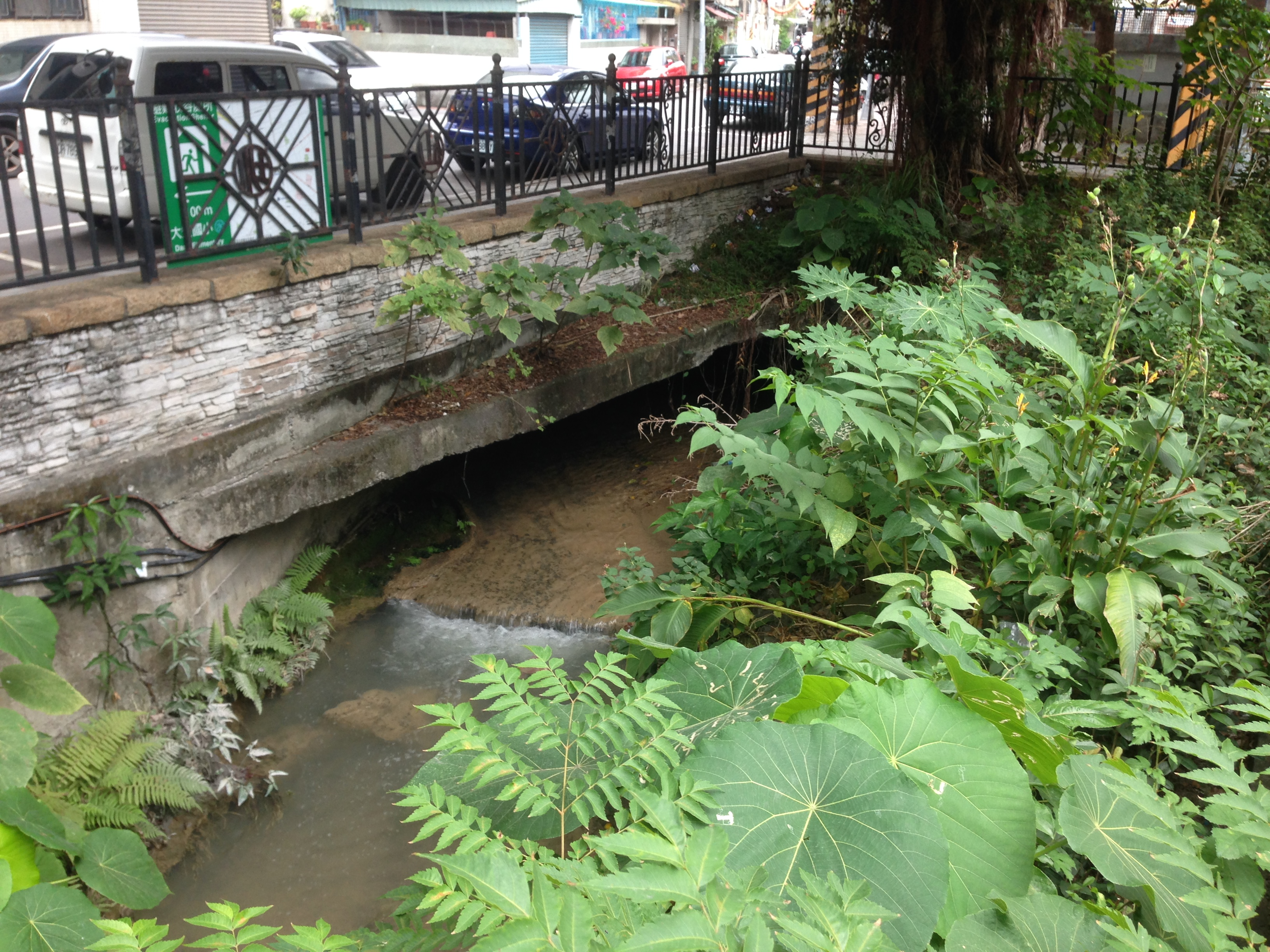
八仙圳

## 基本資料
- 人口數：5689 人(男性：2794 人 ；女性：2895 人 )
- 土地面積：3.84593 (平方公里)
- 戶　數：2095 戶
- 鄰　數：17 鄰

## 里界
- 東至：東鄰磺港路、公館路與西安街口
- 西至：西接大度路、水磨坑溪
- 南至：南面基隆河
- 北至：北界大業路280巷與中央南路二段和中央里為界

## 歷史沿革
本里成立於民國34年。本里過去為農區，並設立工業區已有數十年，現今新建大樓、國宅等多棟，人口持續增加，未來發展關鍵係關渡平原之開發和實施都市更新。

## 交通
- 台北捷運
  - █ 淡水信義線：奇岩站、唭哩岸站

## 教育與醫療機構

### 國民小學
- 臺北市立立農國民小學